# Goodbye
A Goodbye a Cream 1969-ben kiadott albuma. Az első oldalon egy 1968-as turné felvételei, míg a második oldalon új, még addig nem hallott dalok találhatóak.

## Az album dalai
1. I'm So Glad (Skip James) – 9.13
2. Politician (Jack Bruce – Pete Brown) – 6:20
3. Sitting on Top of the World (Chester Burnett) – 5.04
4. Badge (Eric Clapton – George Harrison) – 2:47
5. Doing That Scrapyard Thing (Jack Bruce – Pete Brown) – 3:18
6. What a Bringdown (Ginger Baker) – 3:57
7. Anyone for Tennis (Eric Clapton – Martin Sharp) – 2:35